# Commission on Presidential Debates
Az Amerikai Egyesült Államokban működő Commission on Presidential Debates (röviden CPD, magyarul elnöki viták bizottsága) egy kétpárti támogatású nonprofit szervezet, amelyet azzal a céllal hoztak létre 1987-ben, hogy az amerikai politikai színtér két nagy hagyományos pártja – a Demokrata és a Republikánus Párt – közötti elnökjelölti vitákat minden választási évben megszervezze.
A bizottság tevékenységét a hagyományos pártok eleinte elfogadták, bár egyes bírálók szerint a viták jelenlegi rendje nem ad kellő lehetőséget az újabb, kis pártoknak, amely tovább erősíti az Egyesült Államok politikai életének eleve domináns kétpárti jellegét.
A republikánusok 2022-es kilépésével a bizottság szerepe csökkent. 2020 óta nem rendeztek vitát.

## Tevékenysége
A bizottság feladata többek között a vitaestek előkészítése és lebonyolítása, a vitaszabályok meghatározása és kapcsolattartás a pártokkal, emellett az elnöki vitákkal kapcsolatos kutatási és oktatási tevékenység. Alapítása óta (az 1988-as választási évtől kezdve) az összes elnökjelölti vitát az USA-ban a CPD szervezte.
A bizottság bevétele magáncégektől és alapítványoktól, illetve a viták helyszínét adó intézményektől származik.

## Története

### Előzmények
Az első televíziós elnökjelölti vita 1960-ban zajlott a republikánus Nixon és a demokrata Kennedy között, majd 1964-ben, 1968-ban, és 1972-ben nem került sor nyilvános elnökjelölti vitára. A viták szervezésének ügyét 1976-tól, 1984-ig bezárólag a League of Women Voters (a.m. női szavazók ligája) vette kezébe.

### Alapítása
A szervezetet 1987-ben alapította a Demokrata és a Republikánus párt. A bizottság tagjai e két pártból álltak, két társelnöke a Paul G. Kirk és Frank Fahrenkopf lett, akik már az alapítást követő sajtótájékoztatón világossá tették, hogy a szervezet nem kívánja bevonni a tevékenységi körébe a két alapítón kívüli kisebb pártokat.
Az első vitára, amit a CPD szervezett, 1988-ban, George H. W. Bush és Michael Dukakis között került sor. A vita szervezéséből a League of Women Voters kivolult, amikor tudomást szerzett arról, hogy a CPD-t támogató két párt a háttérben egyezséget kötött arról, hogy mely pártok vehetnek részt a vitán, illetve hogy ki lehet a vita moderátora (azaz ki tehet fel kérdéseket a jelölteknek).
Az alapítást követően az összes jelölti vitát a CPD szervezte, egészen 2020-ig. Ugyan 2024-ben is javasoltak időpontokat a vitákra, egyik jelölt se egyezett bele a részvételbe.

### A Republikánus Párt kilépése
A republikánusok 2022-ben úgy döntöttek, hogy a bizottság elfogult, így továbbá nem fognak közreműködni vele. Ennek következtében a 2024-es elnökválasztáson már a két nagypárti kampány rendezte a vitákat, nem a bizottság.

## Bírálatok
A szervezettel kapcsolatos leggyakoribb bírálat, hogy ellehetetleníti a kisebb pártok részvételét a nyilvános vitáin. Sokan bírálták a CPD 2000-ben hozott szabályát, amely a jelentkezőktől legalább öt nemzeti szavazáson elért legalább 15%-os támogatottságot várt el, ezt ugyanis lényegében csak a Demokraták és a Republikánusok képesek teljesíteni. A 2003-ban alapított Open Debates és több más jogvédő szervezet amiatt tiltakozott, hogy a CPD háttéralkukat köt a két nagy párttal például a vitán elhangzó kérdésekről.
A 2020-as választási év első jelölti vitája miatt élesen bírálták a bizottságot, miszerint nem tettek kellő intézkedéseket, hogy a vita méltó hangvételű maradjon. A vitán a két elnökjelölt, Donald Trump és Joe Biden illetve a moderátor Chris Wallace többször is egymás szavába vágott, a vita meghatározott időrendjét a felek nem tartották be. A szervezet közleménye szerint az eset után világossá vált, hogy a rendezett vitához további intézkedésekre van szükség, ezért a következő vitára módosításokat fognak kidolgozni.

## Fordítás
Ez a szócikk részben vagy egészben  a   Commission on Presidential Debates című angol Wikipédia-szócikk ezen változatának fordításán alapul.  Az eredeti cikk szerkesztőit annak laptörténete sorolja fel. Ez a jelzés csupán a megfogalmazás eredetét és a szerzői jogokat jelzi, nem szolgál a cikkben szereplő információk forrásmegjelöléseként.